# Kazimierz Tyszkowski
Kazimierz Tyszkowski herbu Gozdawa (ur. 30 lipca 1894 w Kozówce k. Brzeżan, zm. 25 kwietnia 1940 we Lwowie) – polski historyk, bibliograf, badacz dziejów nowożytnych Polski. 

## Życiorys
Syn Józefa Tyszkowskiego h. Gozdawa i Marii Antoniny z Łączyńskich h. Nałęcz. Ukończył gimnazjum we Lwowie. Studiował na wydziale filozoficznym Uniwersytetu Franciszkańskiego we Lwowie, tamże uzyskał doktorat (1918 - Poselstwo Lwa Sapiehy do Moskwy w roku 1600) i habilitację. Był uczniem Ludwika Finkla. Od 1908 należał do Organizacji Młodzieży Niepodległościowej „Zarzewie”. W czasie studiów był dwukrotnie prezesem Bratniej Pomocy. Od 1913 (z przerwami) pracował w Zakładzie Narodowym im. Ossolińskich. Członek Towarzystwa Historycznego we Lwowie, członek przybrany Towarzystwa Naukowego we Lwowie, członek komisji historycznej Polskiej Akademii Umiejętności.
Podczas I wojny światowej, latach 1914–1915, służył w wojsku austriackim na froncie wschodnim. Ciężko ranny został zwolniony z wojska jako inwalida.
Od 1922 do końca życia pracował jako kustosz w Ossolineum we Lwowie. W latach 1924–1937 sekretarz Zarządu Głównego Polskiego Towarzystwa Historycznego, organizator Zjazdów Historyków Polskich. Od 1932 redaktor „Wiadomości Historycznych”, w latach 1937–1939 redaktor „Kwartalnika Historycznego”. Współpracownik Polskiego Słownika Biograficznego (biogramy: Jan Abramowicz, Wacław (Iwan) Agryppa, t. 1, 1935). Specjalizował się w stosunkach polsko-rosyjskich w XVI i XVII wieku.
Od 27 września 1924 był mężem Marii z Długoszów.

## Publikacje
- Poselstwo Lwa Sapiehy do Moskwy w roku 1584 (1920)
- Łukasza Opalińskiego obrona Polski (1921)
- Odgłosy rokoszowe na Litwie (1923)
- Stosunki ks. Konstantego Wasyla Ostrogskiego z Michałem, hospodarem multańskim (1925)
- Zakład Narodowy im. Ossolińskich we Lwowie (1926)
- Poselstwo Lwa Sapiehy do Moskwy w roku 1600 (1927)
- Plany unii polsko-moskiewskiej na przełomie XVI i XVII wieku (1928)
- Polonica w Archiwum Wiedeńskim (1929)
- Gustaw Adolf wobec Polski i Moskwy 1611–1616 (1930)
- Aleksander Lisowski i jego zagony na Moskwę (1932)
- Kozaczyzna w wojnach moskiewskich Zygmunta III (1935)
- Polskie Towarzystwo Historyczne 1925–1936 (1937)

## Ordery i odznaczenia
- Srebrny Krzyż Zasługi (24 maja 1928)[4][3]
- Srebrny Wawrzyn Akademicki (5 listopada 1935)[5]